# Český lev 1998
Český lev 1998 je 6. ročník výročních cen České filmové a televizní akademie Český lev.
| Cena                                     | Jméno              | Film                   |
| ---------------------------------------- | ------------------ | ---------------------- |
| Nejlepší film                            | —                  | Je třeba zabít Sekala  |
| Nejlepší režie                           | Vladimír Michálek  | Je třeba zabít Sekala  |
| Nejlepší hlavní ženský herecký výkon     | Iva Janžurová      | Co chytneš v žitě      |
| Nejlepší vedlejší ženský herecký výkon   | Agnieszka Siteková | Je třeba zabít Sekala  |
| Nejlepší hlavní mužský herecký výkon     | Olaf Lubaszenko    | Je třeba zabít Sekala  |
| Nejlepší vedlejší mužský herecký výkon   | Miroslav Donutil   | Pasti, pasti, pastičky |
| Nejlepší scénář                          | Jiří Křižan        | Je třeba zabít Sekala  |
| Nejlepší kamera                          | Martin Štrba       | Je třeba zabít Sekala  |
| Nejlepší hudba                           | Michal Lorenc      | Je třeba zabít Sekala  |
| Nejlepší střih                           | Jiří Brožek        | Je třeba zabít Sekala  |
| Nejlepší zvuk                            | Radim Hladík ml.   | Je třeba zabít Sekala  |
| Nejlepší výtvarný počin                  | Jiří Sternwald     | Je třeba zabít Sekala  |
| Dlouholetý umělecký přínos českému filmu | Jiří Krejčík       | —                      |
| Nejlepší zahraniční film                 | —                  | Zachraňte vojína Ryana |
| Divácky nejúspěšnější film               | —                  | Titanic                |
| Plyšový lev                              | —                  | Rychlé pohyby očí      |
| Cena čtenářů časopisu Cinema             | —                  | Zachraňte vojína Ryana |
| Cena filmových kritiků                   | —                  | Je třeba zabít Sekala  |
| Cena za nejlepší filmový plakát          | Michal Cihlář      | Postel                 |